# W. Chan Kim
W. Chan Kim ist ein Wirtschaftswissenschaftler, der in Korea geboren wurde. Er lehrte an der University of Michigan Business School und hält jetzt den Bruce D. Henderson Chair der Boston Consulting Group für Strategie und internationales Management am INSEAD in Frankreich inne. 
Größere Bekanntheit erlangte er durch die zusammen mit Renée Mauborgne erstellten Veröffentlichungen zur Blue-Ocean-Strategie.

## Auszeichnungen
2005 wurde W. Chan Kim zusammen mit Renée Mauborgne auf Platz 15 der „Thinkers 50“-Liste geführt. Im Jahr 2013 belegt er zusammen mit Renée Mauborgne den Platz 2 hinter Clayton M. Christensen.

## Werke
- Blue Ocean Strategy. How to Create Uncontested Market Space and Make the Competition Irrelevant, Boston, Massachusetts: Harvard Business School Press, 2005, ISBN 978-1591396192
In deutscher Übersetzung: Der Blaue Ozean als Strategie. Wie man neue Märkte schafft, wo es keine Konkurrenz gibt, München Wien: Carl Hanser Verlag, 2005, ISBN 978-3446402171